# شازام
شازام هو تطبيق لشركة آبل على أجهزة الكمبيوتر الشخصية والهواتف المحمولة والذكية، حيث يمكن من خلاله تحديد الموسيقى والأفلام والإعلانات والبرامج التلفزيونية، استناداً إلى عيّنة قصيرة يتم تشغيلها أو استخدام الميكروفون على الجهاز. تأسست شازام محدودة الترفيه عام 1999 من قبل كريس بارتون، فيليب إنغلبريشت، أفري وانغ، وديراج مخرجي. وقد صرّح الرئيس التنفيذي لتطبيق شازام في ديسمبر 2013، بأنّ التطبيق يُعتَبر واحداً من التطبيقات العشرة الأوائل الأكثر شعبية في العالم. ومنذ أغسطس 2014، يزور تطبيق شازام أكثر من 100 مليون مستخدم نشط شهرياً، كما يتم اسخدامه على أكثر من 500 مليون جهاز محمول.
وفي أكتوبر/تشرين الأول 2014، أعلن تطبيق شزام أنه استخدم التكنولوجيا خاصته لتحديد أكثر من 500 مليون أغنية. ومع حلول أكتوبر 2016، بيّنت تطبيقات شازام الخاصة بالجوال أنّه تم تحميلها أكثر من مليار مرة، علماً بأنّ المستخدمين قد قاموا بأكثر من 30 مليار «شازامز» منذ إطلاق التطبيق ككل.

## التاريخ
تأسّست الشركة في عام 1999 من قبل بارتون وإنغلبريشت، اللذين كانا طالبين في جامعة كاليفورنيا، وبيركلي. وقد كان الفريق المؤسس للتطبيق بحاجة إلى أخصائي لمعالجة الإشارات الرقمية، ولهذا الغرض استعان الفريق بوانغ والحاصل على درجة الدكتوراه من جامعة ستانفورد في سبتمبر 2012، وبالتالي فإنّ وانغ هو الإضافة الوحيدة إلى الفريق، والأصلي المتبقي في الشركة، كما ويشغل منصب كبير العلماء في شازام. وقد ضمّ فريق تطبيق شازام إلى كادره ريتش رايلي بمنصب الرئيس التنفيذي في أبريل 2013، والذي يدّعي أنه «اخترع بطريق الخطأ شريط الأدوات». وقد وقع اختيار الشركة عليه على أمل زيادة نمو الشركة، وذلك لخبرته الطويلة في هذا المجال حيث أمضى أكثر من 13 عاماً في ياهو، عدا عن 17 عاماً من الخبرة كمنظم تنفيذي للأعمال والإنترنت. وقال رايلي: «أتطلع إلى توسيع هيمنتنا على المشاركة الإعلامية، من جذورنا في الموسيقى إلى موقعنا الريادي في التلفزيون ذي الشاشة الثانية، ونريد أن نضمن أن الشازام هو الشركة التي تساعد الناس على التعرف على العالم من حولهم والتعامل معهم».

## كيفية عمله

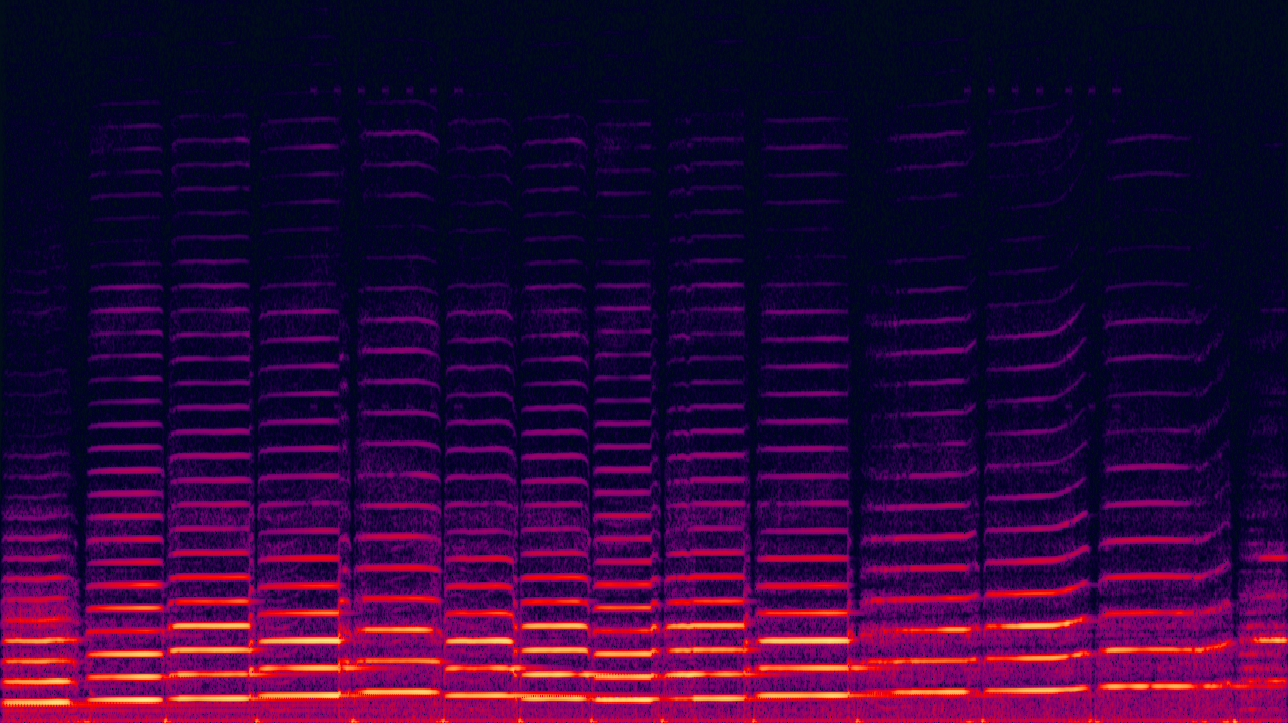
مخطط طيف الكمان

من مميزات شازام أنه سهل جداً للاستخدام. ففقط بكبسة أو نقرة واحدة على شاشة الهاتف المتحرك أو الحاسوب، تستطيع أن تعرف اسم أغنية مجهولة، المطرب ومعلومات عنه والألبوم وأيضاً، تواريخ حفلاته فقط من خلال استماع البرنامج إلى الأغنية وأي صوت ولحن خارجي. قد شرح شريك مؤسس شازام آڤري لي شان أن شازام يعمل من خلال بصمات صوتية وهي مجموعة من شفرات معقدة جداً متعلقة بنبرات الصوت وكيفية تغير الصوت الرقمي إلى ترددات، مع وجود بعض الرياضيات. من خلال تلك العمليات المعقدة، يستطيع البرنامج أن يلتقط الأغنية أو الصوت المجهول للمستخدم ثم يحلله لكي يجد مثالاً بناء على البصمة الصوتية في قاعدة بيانات لأكثر من 11 مليون أغنية. إذا وجد البرنامج تطابقاً، يظهر للمستخدم معلومات عن الأغنية. يمكن للمستعمل أن يستخدم شازام في أي زمان ومكان بوجود الإنترنت. ولكن مؤخراً، أضاف مؤسسو شازام ميزة جديدة ألا وهي تخزين ما التقطه البرنامج من صوت حتى إذا كان المستخدم غير متصل بالإنترنت وتخزين ما وجده إلى أن يتصل المستخدم بالإنترنت. في 2014، أصدرت الشركة ميزات جديدة وعديدة لشازام منها: تصميم جديد وأسهل للبرنامج، إظهار كلمات الأغنية على الشاشة، ظهور سيرة ذاتية للمطرب، أغنية تصويرية من على اليوتيوب وأيضاً خلاصة إخبارية عن الفنانين الذين يتابعهم المستخدم.

## الأجهزة التي تستطيع أن تستخدم البرنامج
يشتغل شازام على جميع المحمولات بمختلف برمجياتهم مثل الiOS والAndroid وWindows وNokia، مما يجعل استخدامه منتشراً بين الناس أجمع. تصميم شازام متشابه بين كل البرمجيات بحيث إنّ الشكل والقوائم والاختيارات متشابهة من برمجية إلى أخرى. ولكن أكثر برمجية أظهرت الدعم المباشر لشازام هي ال Macintosh iOS الداعمة إلى Apple. في 2014، أصبح شازام متوفراً على حاسوب الMac بحيث أنه بعد تحميله على الحاسوب، يجري البرنامج في الخلفية ويلتقط أصواتاً خارجية ويميزها على التلفاز ويوتيوب والراديو وبرامج أخرى على الحاسوب. بالإضافة إلى أن الiOS8 على الأجهزة التابعة لشركة Apple مثل الiPhone والiPad جاءوا بميزة أن سيري أو Siri المتحدثة الآلية الرسمية على الiOS متصلة وموحدة مع شازام بحيث إن Shazam و Apple أصبحا شركاء. ويستطيع المستخدم أن يشغلها فقط بسؤال لSiri وهو: «ما اسم تلك الأغنية؟»

## إستحواذ آبل على شازام
إستحوذت شركة آبل رسميا على خدمة شازام شهر نوفمبر 2017 دون الإعلان عن قيمة الصفقة، لكن العديد من المصادر أكدت أن الخدمة كلفت شركة آبل حوالي 400 مليون دولار، وأشارت آبل إلى أنها سعيدة للغاية بانضمام شازام وفريقها الموهوب إليها، مؤكدة أن شازام هو أحد التطبيقات الأكثر شعبية على منصة iOS، كما لم تخفي أن لديها مشاريع ضخمة مع هذا التطبيق في المستقبل.

## نقد
لم يكن لشازام أي نقد سلبي، بل أعجب الكثير بالفكرة وتصميمها وسهولة استخدامه على كل من الهاتف المتنقل والحاسوب. وأيضاً لدى شازام ميزة مفقودة عند برامج أخرى بنفس فكرة شازام وهي القدرة على الاستماع إلى فيلم ما أو مسلسل، وإيجاد اسم الفيلم وطاقم الممثلين وسنة نشره إلى آخره.
وبالرغم من وجود برامج أخرى، أقدم وبمثل فكرة شازام، إلا أن الجمهور عامة يفضل استخدام شازام لأنه سهل للاستخدام، يظهر كلمات الأغنية ودقيق وسريع في إيجادها. وبسبب شهرته بين الناس، احتفلت شركة شازام في 2013 بسبب ال300 مليون مستخدم للبرنامج. ولكن في عام 2016، زادت تلك الأرقام إلى تقريبا بليون تنزيلات للتطبيق، مما يعني أن عدد المستخدمين يزداد يوميا.

## مصدر الدخل
يكسب شازام المال من خلال عملية اسمها tagging أو وسم وهذا ما يحدث عندما يكبس المستخدم على الأغنية التي عثر عليها البرنامج فيربط شازام كل أغنية موسومة بApple و Spotify أي شركات موسيقية كبيرة تبيع الأغاني اونلاين. فيأخذ شازام جزءاً من ربحهم لكل أغنية تم شراؤها على تلك الشركات بسبب هذا الربط. ولكن ربح شازام الأساسي يكون من الإعلانات الموجودة على البرامج نفسه وكانت الشركة من ضمن 450 حملة إعلانية بسعر $75,00 – 200,000$ لكل إعلان. الآن قيمة شازام تساوي حوالي بليون دولار أمريكي.

## وصلات خارجية
- الموقع الرسمي